# Sam Nujoma
Samuel Daniel Shafiishuna (Sam) Nujoma (Ongandjera, 12 mei 1929 – Windhoek, 8 februari 2025) was een Namibische politicus en de eerste president van de onafhankelijke republiek Namibië. Sinds de oprichting van SWAPO (South West African People's Organization) in 1960 was Nujoma lange tijd de onbetwiste leider van de partij. Nujoma leidde de gewapende opstand tegen het toenmalige Zuid-Afrikaanse bewind.

## Achtergrond
Sam Nujoma werd in 1929 geboren in Etunda, een dorp in Ongandjera, nabij Okahao, Ovamboland, Zuidwest-Afrika (nu Namibië). Hij was de oudste van de elf kinderen van zijn ouders. Nujoma bracht een groot deel van zijn vroege jeugd door met hen het hoeden van het vee en hielp hij mee met de traditionele landbouwactiviteiten van de familie. Ook moest hij op zijn jongere broers en zussen letten.
Vanaf zijn tiende ging hij naar een Finse zendingsschool in Okahao en voltooide hij Standard Six, wat destijds het hoogste niveau was dat voor zwarte mensen in het apartheidssysteem mogelijk was. In 1946, op 17-jarige leeftijd, verhuisde hij naar Walvisbaai om bij zijn tante te gaan wonen. Daar had hij zijn eerste baantje in een winkel.
Later werkte hij op een walvisstation en kwam hij in contact met soldaten uit Argentinië, Noorwegen en andere delen van Europa te ontmoeten die tijdens de Tweede Wereldoorlog waren gekomen. Zo leerde hij over politiek en de situatie in de wereld.
In 1949 verhuisde Nujoma naar Windhoek, waar hij begon te werken als schoonmaker voor de Zuid-Afrikaanse Spoorwegen (SAR). 's avonds ging hij naar de avondschool voor volwassenen, voornamelijk om zijn Engels te verbeteren.

## Politieke carriere
In de jaren 1950 raakte Nujoma betrokken bij de politiek via vakbonden. Zijn politieke visie werd gevormd door zijn werkervaringen en kennis van onafhankelijkheidscampagnes in Afrika. In 1957 werd hij ontslagen bij de Zuid-Afrikaanse Spoorwegen vanwege zijn politieke activiteiten.
Een groep Namibiërs in Kaapstad, geleid door Andimba Toivo ya Toivo, vormde het Ovamboland People's Congress (OPC), dat zich verzette tegen het contractarbeiderssysteem. Nujoma werd vrienden met Toivo en richtte in 1959 samen met Jacob Kuhangua de Windhoek-tak van de organisatie op, die inmiddels was hernoemd tot de Ovamboland People's Organization (OPO). Hij werd tot president gekozen.
In het volgende jaar reisde hij in het geheim door Namibië om OPO-afdelingen op te zetten. In september 1959 werd de South West African National Union (SWANU) opgericht als overkoepelende organisatie voor anti-koloniale verzetsgroepen. Nujoma trad toe tot het uitvoerend comité van SWANU als vertegenwoordiger van OPO.
In december 1959 - na de Old Location Massacre - werd Nujoma gearresteerd en beschuldigd van het organiseren van het verzet. Hij liep risico naar het noorden van het land gedeporteerd te worden. Na een week werd hij vrijgelaten. Op aanwijzing van de OPO-leiding en in overleg met Chief Hosea Kutako werd besloten dat Nujoma zich bij andere Namibiërs in ballingschap zou voegen om te lobbyen bij de Verenigde Naties. Nujoma ontvluchtte het land en ging in ballingschap.
In New York op 19 april 1960, vormde de OPO zichzelf om tot de South West Africa People's Organisation (SWAPO). Nujoma werd in zijn afwezigheid tot president gekozen. Hij arriveerde in juni 1960 in New York, waar hij een verzoekschrift indiende bij de Subcommissie van de Vierde Commissie van de Algemene Vergadering van de Verenigde Naties. Nujoma eiste dat Zuidwest-Afrika uiterlijk in 1963 onafhankelijk zou worden.

## Gewapend verzet
In 1962 richtte SWAPO zijn gewapende vleugel op, het South West African Liberation Army (SWALA), later hernoemd tot het People's Liberation Army of Namibia (PLAN). Nujoma zelf zorgde voor de eerste wapens, die naar Omugulugwombashe in Ovamboland werden gebracht.
Op 21 maart 1966, om de beweringen van Zuid-Afrika bij het Internationaal Gerechtshof in Den Haag te testen dat Namibiërs in ballingschap vrij waren om terug te keren en dat ze in zelfopgelegde ballingschap waren, charterde Nujoma samen met Hifikepunye Pohamba een vliegtuig naar Windhoek. Bij aankomst op het vliegveld werden ze gearresteerd en de volgende dag naar Zambia gedeporteerd.
Op 26 augustus 1966 vond de eerste gewapende confrontatie tussen SWALA en de Zuid-Afrikaanse veiligheidstroepen plaats, toen parachutisten en politie SWALA-strijders aanvielen die een kamp hadden opgezet in Omugulugwombashe. Deze aanval markeerde het begin van de Namibische Onafhankelijkheidsoorlog, die meer dan 25 jaar zou duren.
Hoewel het PLAN er met guerrillastrijders niet in slaagde om enig gebied te bevrijden, wist het wel internationale aandacht op Namibië te vestigen. In 1973 erkende de Algemene Vergadering van de VN SWAPO als de enige legitieme vertegenwoordiger van het Namibische volk. In 1978 nam de Veiligheidsraad Resolutie 435 aan, waarin de voorwaarden voor de uiteindelijke onafhankelijkheid van Namibië werden vastgelegd. Deze resolutie werd uiteindelijk in 1988 door Zuid-Afrika aanvaard.

## Onafhankelijkheid
In september 1989, na bijna 30 jaar in ballingschap, keerde Nujoma terug naar Namibië. UNTAG, een speciale vredesmissie van de Verenigde Naties zorgde van 7 tot 11 november 1989 voor vrije verkiezingen. Na de verkiezingsoverwinning van de SWAPO werd Nujoma als SWAPO-leider  tot president uitgeroepen. Op de dag van de onafhankelijkheid van Namibië op 21 maart 1990, werd Nujoma beëdigd als president door Javier Pérez de Cuéllar, Secretaris-generaal van de Verenigde Naties. Hij werd herkozen in 1994 en 1999 en heeft drie termijnen van vijf jaar uitgediend. Voordat Nujoma voor de derde maal als president kon worden gekozen, werd een grondwetswijziging doorgevoerd door het parlement, wat voor meer dan twee derde uit SWAPO partijleden bestaat. Nujoma heeft geen pogingen ondernomen om voor een vierde ambtstermijn gekozen te worden.
Op 21 maart 2005 droeg hij de presidentiële macht over aan zijn opvolger Hifikepunye Pohamba, die door Nujoma zelf als opvolger aangewezen was. Nujoma heeft in november 2007 ook afstand gedaan van het partijpresidentschap van de SWAPO.

## Overlijden
Nujoma overleed in februari 2025 op 95-jarige leeftijd. Hij werd op 1 maart 2025 bijgezet op de erebegraafplaats Heroes' Acre, iets ten zuiden van de hoofdstad Windhoek. Voor de eerste president van Namibië is een speciale mausoleum op de erebegraafplaats, waar ook Hage Geingob (derde president van Namibië) in 2024 is bijgezet.

## Nujoma the Movie
Nujoma heeft zijn leven beschreven in een autobiografie. In 2005 is een begin gemaakt met de verfilming van het levensverhaal van Nujoma:
- Sam Nujoma, Where Others Wavered, My life in SWAPO and my participation in the liberation struggle of Namibia. (2001)

Sam Nujoma · Hifikepunye Pohamba · Hage Geingob · Nangolo Mbumba · Netumbo Nandi-Ndaitwah
- Gemeinsame Normdatei: 136595154
- International Standard Name Identifier: 0000 0001 1462 0014
- Library of Congress Control Number: n85119474
- Nationale Bibliotheek van Israël: 987007352918805171
- Nederlandse Thesaurus van Auteursnamen: 190960450
- SNAC: w6h008fm
- Système universitaire de documentation: 069634033
- Virtual International Authority File: 80912463
- WorldCat: E39PBJvRWf3CGdr7rBRGQ3wHmd